# Saison 3 de The Closer : L.A. enquêtes prioritaires
Chronologie
Saison 2 de The Closer : L.A. enquêtes prioritaires Saison 4 de The Closer : L.A. enquêtes prioritaires
Cet article présente les quinze épisode de la troisième saison de la série télévisée américaine The Closer : L.A. enquêtes prioritaires.

## Distribution

### Acteurs principaux
- Kyra Sedgwick (VF : Élisabeth Fargeot) : Chef-adjoint Brenda Leigh Johnson
- J. K. Simmons (VF : Bernard Tiphaine) : Chef Will Pope
- Corey Reynolds (VF : Laurent Mantel) : Sergent puis inspecteur David Gabriel
- G. W. Bailey (VF : Jean-Claude De Goros) : Lieutenant Louie Provenza
- Robert Gossett (VF : Benoît Allemane) : Commandant Russell Taylor
- Anthony John Denison (VF : Erik Colin) : Lieutenant Andy Flynn
- Jon Tenney (VF : Bernard Lanneau) : Agent spécial Fritz Howard
- Michael Paul Chan (VF : Olivier Destrez) : Lieutenant Michael Tao
- Raymond Cruz (VF : Jérôme Rebbot) : Inspecteur Julio Sanchez
- Phillip P. Keene (VF : Patrick Delage) : Buzz Watson
- Gina Ravera (VF : Chantal Baroin) : Inspecteur Irene Daniels

Adaptation française : Jean-Yves Jaudeau et Dominique Vendeville.

### Acteurs récurrents
- Jonathan Del Arco : Dr Morales
- Frances Sternhagen : Willie Rae Johnson
- Barry Corbin : Clay Johnson
- James Avery : Dr Crippen
- Bob Clendinin : Dr Terrence Hynes
- James Patrick Stuart : Procureur adjoint Martin Garnett
- Kathe E. Mazur : Procureur adjoint Andrea Hobbs
- S. Epatha Merkerson : Dr Rebecca Dioli
- French Stewart : Gary Evans

### Invités
- Rachelle Lefèvre : Michelle Morgan (épisode 3)
- Kyle Gallner : Eric Dean Wallace (épisode 1)

## Liste des épisodes

### Épisode 1:Double tranchant
- États-Unis : 18 juin 2007 sur TNT

- Kyle Gallner : Eric Dean Wallace

### Épisode 2:Au nom des siens
- États-Unis : 25 juin 2007 sur TNT

- David Zayas (Brian)

### Épisode 3:Un cercueil pour deux
- États-Unis : 2 juillet 2007 sur TNT

- Rachelle Lefèvre : Michelle Morgan

### Épisode 4:Ruby
- États-Unis : 9 juillet 2007 sur TNT

### Épisode 5:Mort suspecte
- États-Unis : 16 juillet 2007 sur TNT

- Kathryn Joosten : Janet Townsend
- Nina Foch : Doris Donnelly

### Épisode 6:Coup de chaleur
- États-Unis : 23 juillet 2007 sur TNT

### Épisode 7:Les gangs de la haine
- États-Unis : 30 juillet 2007 sur TNT

### Épisode 8:Chasse à l'homme
- États-Unis : 6 août 2007 sur TNT

### Épisode 9:Un plat qui se mange froid
- États-Unis : 13 août 2007 sur TNT

### Épisode 10:Choc culturel
- États-Unis : 20 août 2007 sur TNT

### Épisode 11:La part des coyotes
- États-Unis : 27 août 2007 sur TNT

### Épisode 12:Jusqu'à ce que la mort nous sépare - Partie 1
- États-Unis : 3 septembre 2007 sur TNT

- États-Unis : 8,2 millions de téléspectateurs

### Épisode 13:Jusqu'à ce que la mort nous sépare - Partie 2
- États-Unis : 10 septembre 2007 sur TNT

- États-Unis : 9,2 millions de téléspectateurs

### Épisode 14:Les liens du sang - Partie 1
- États-Unis : 3 décembre 2007 sur TNT

- États-Unis : 6,05 millions de téléspectateurs

### Épisode 15:Les liens du sang - Partie 2
- États-Unis : 3 décembre 2007 sur TNT

- États-Unis : 6,05 millions de téléspectateurs

Brenda et Fritz sont allés jusqu'à Atlanta pour mettre la main sur Wesley Reed, le suspect principal des braquages de fourgons blindés mais il y a eu un problème pour le faire rapatrier